# Dipsastraea favus
Dipsastraea favus is een rifkoralensoort uit de familie Merulinidae. De wetenschappelijke naam van de soort is voor het eerst geldig gepubliceerd in 1775 door Peter Forsskål.